# 테스피아이
테스피아이 또는 테스피아 (Thespiae, 고대 그리스어: Θεσπιαι ,Thespiai)는 고대 그리스의 보이오티아에 있었던 폴리스(도시 국가)이다. 헬리콘 산 산기슭에서 테바이 동쪽까지 구릉지가 낮은 지역에서 내려다보이는 평지에 있었다.

## 개요

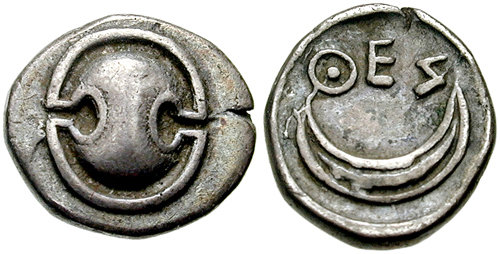
테스피아이에서 출토된 기원전 431-424년 사이의 은화

파우사니아스에 따르면, 테스피아이에서 가장 숭배를 받은 신은 에로스였다. 태고의 에로스 초상은 가공되지 않은 석상이었지만, 테스피아이에는 많은 미술 작품이 있었다. 그중에는 고대 세계의 조각 중에서 널리 알려진 것 중 하나인 프락시텔레스의 ‘에로스’도 있고, 그것을 보려고 많은 사람들이 테스피아이까지 참배를 왔다. 그 에로스상은 로마 황제 칼리굴라 황제가 로마로 가져갔으며, 후대의 클라우디우스 황제가 한번 반환했지만 다시 네로 황제가 꺼냈다. 리시포스의 에로스 동상도 테스피아이에 있었다. 또한 테스피아이 사람은 전사를 숭배했고, 헤리콘 산의 거룩한 숲에서 전사를 기리는 축제를 열었다.
고대 요새로 추정되는 폐허가 지금도 남아 있다. 타원형의 윤곽을 가진 언덕으로 튼튼하고, 규칙적으로 세워져 있다. 동쪽과 서쪽의 인접한 땅은 고대 도시의 범위를 나타내는 토대로 덮여있다. 1882년에 거대한 돌사자 동상을 포함한 무덤 유적이 레욱트라 마을로 가는 길에서 발굴되었다. 이 무덤은 기원전 5세기에 벌어진 플라타이아 전투에서 전사한 테스피아이 병사들을 위한 것으로 추정하고 있다. 테르모필레 전투에서 전사한 병사는 전장에 매장되었다.
역사에서 테스피아이는 주로 테바이의 적으로 등장한다. 기원전 480년, 페르시아 제국 아케메네스 왕조의 침략 (제2차 그리스-페르시아 전쟁) 때는 테바이가 제시한 조건을 거부한 보이오티아의 몇 안 되는 도시 중 하나이며, 700명의 군사를 테르모필레에 보내 스파르타의 레오니다스 1세와 함께 전투를 벌여 스파르타 군과 함께 옥쇄를 했다. 페르시아의 크세르크세스 1세에 의해 마을이 불태워진 후에도 살아남은 테스피아이 사람들은 플라타이아에서 그리스 연합군에게 1,800명의 병력을 제공했다. 기원전 424년 펠로폰네소스 전쟁에서 아테네가 보이오티아를 침공했을 때는 델리온 전투에서 보이오티아를 지원하며 테스피아이의 분견대는 막대한 손실을 입었다. 그 이듬해 테바이는 테스피아이 일시적인 쇠퇴를 틈타 테스피아이가 복수를 했고, 이웃한 아테네에 접근한 것을 비난하며 테스피아이의 성벽을 파괴했다. 테바이는 기원전 414년에 민주정을 말리려고 간섭을 했다. 코린트 전쟁에서 테스피아이는 스파르타 측에 대항하여 기원전 379년부터 기원전 372년까지 테바이 공격의 기지로 스파르타에 진력했다. 그러나 기원전 372년에 테바이에 항복했고, 기원전 371년에는 레욱트라 전투에 분견대를 보낼 수밖에 없었다. 그 전투 직후 테바이는 그 우월적 지위를 이용하여 테스피아이를 파괴하고 주민들을 쫓아냈다. 테스피아이가 재건된 것은 몇 년이 지난 후였다. 기원전 171년, 테바이의 적대 정책과 일치하기 때문에 테스피아이는 로마 공화정에 접근했다. 그후의 테스피아이에 대한 것은 스트라본이 대단한 규모의 도시였고, 고대 플리니우스는 자유도시였다고 각각 밝힌 것이 있다.

## 용어
테스피아이 시민은 영어로 Thespians이 라고 하지만, 배우를 의미하는 thespian의 어원은 도시가 아니라 전설적인 최초의 배우 테스피스에서 유래한다.